# نسرين جواد زاده
نسرين جواد زاده (بالتركية: Nesrin Cavadzade) وهي ممثلة أذربيجانية تُركية ولدت في يوم 30 تموز 1982 في مدينة باكو عاصمة جمهورية أذربيجان السوفيتية الاشتراكية في الإتحاد السوفييتي، تلقت تعليمها في جامعة مرمرة للسينما والتلفزيون ومثلت في عدة مسلسلات وأفلام تُركية منها مسلسل شارع الظلام وألذي عُرض في شبكة أوربت شوتايم ومسلسل الوشاح الأحمر.

## الأعمال
- شمس الشتاء
- شارع الظلام
- الوشاح الأحمر
- حكايتنا
- التفاح الحرام
- ثلاثة قروش
- حياتي الرائعة

## وصلات خارجية
- نسرين جواد زاده على موقع IMDb (الإنجليزية)
- نسرين جواد زاده على موقع روتن توميتوز (الإنجليزية)
- نسرين جواد زاده على موقع قاعدة بيانات الأفلام العربية
- نسرين جواد زاده على موقع ألو سيني (الفرنسية)
- نسرين جواد زاده على موقع أول موفي (الإنجليزية)
- نسرين جواد زاده على موقع ديسكوغز (الإنجليزية)
- نسرين جواد زاده على موقع قاعدة بيانات الفيلم (الإنجليزية)
- نسرين جواد زاده على موقع كينوبويسك (الروسية)
- نسرين جوادزاده على قاعدة بيانات الأفلام العربية